# Bombardements de Barzé et de Him Shinshar
Guerre civile syrienne
Batailles
Les bombardements de Barzé et de Him Shinshar sont une attaque aérienne lancée, dans les premières heures du 14 avril 2018, par les États-Unis, la France et le Royaume-Uni, contre des installations du régime syrien, à Damas, capitale de la Syrie, et près de Homs, lors de la guerre civile syrienne. Menées en représailles à l'attaque chimique de Douma, les frappes visent trois sites : le Centre d'étude de recherche scientifique (CERS), lieu de développement des armes chimiques syriennes, situé à Barzé (en), un quartier au nord de Damas, et deux entrepôts d'armes chimiques à Him Shinshar, près de Homs.

## Contexte
Le 14 septembre 2013, après le massacre de la Ghouta, un accord signé, à l'initiative de Vladimir Poutine, par la Russie et les États-Unis, obligeait le gouvernement syrien à se débarrasser de ses munitions chimiques et de ses capacités de productions d'armes chimiques, conformément à la Convention sur l'interdiction des armes chimiques. Malgré les avertissements, le régime syrien reconduisait ses actions militaires prohibées selon des experts de l'ONU. En conséquence, dans la nuit du 6 au 7 avril 2017, les Américains répliquaient à l'attaque chimique de Khan Cheikhoun par le bombardement de la base aérienne d'Al-Chaayrate.
Après l'attaque chimique de Douma, qui fait 48 à 150 morts le 7 avril 2018, les États-Unis, la France et le Royaume-Uni se concertent pendant une semaine sur la réponse à effectuer. Selon Le Monde, la décision française de frapper des installations chimiques en Syrie est prise rapidement, dès le 8 avril. Le président français Emmanuel Macron tente alors de convaincre le président américain Donald Trump de ne pas retirer ses troupes, déployées aux côtés des Forces démocratiques syriennes, et de limiter les frappes aux installations liées au développement des armes chimiques syriennes. Le Monde indique que selon ses sources : « le locataire de la Maison Blanche était prêt à aller jusqu'à des frappes massives de nature à « décapiter » le régime de Bachar Al-Assad ».
Les États-Unis, la France et le Royaume-Uni déclarent agir sous le chapitre VII de la Charte des Nations unies. La Première ministre britannique, Theresa May, admet également que le Royaume-Uni envoie aussi un message à la Russie — alliée du régime syrien — lié à la crise diplomatique provoquée par l'empoisonnement de Sergueï et Ioulia Skripal.

## Déroulement

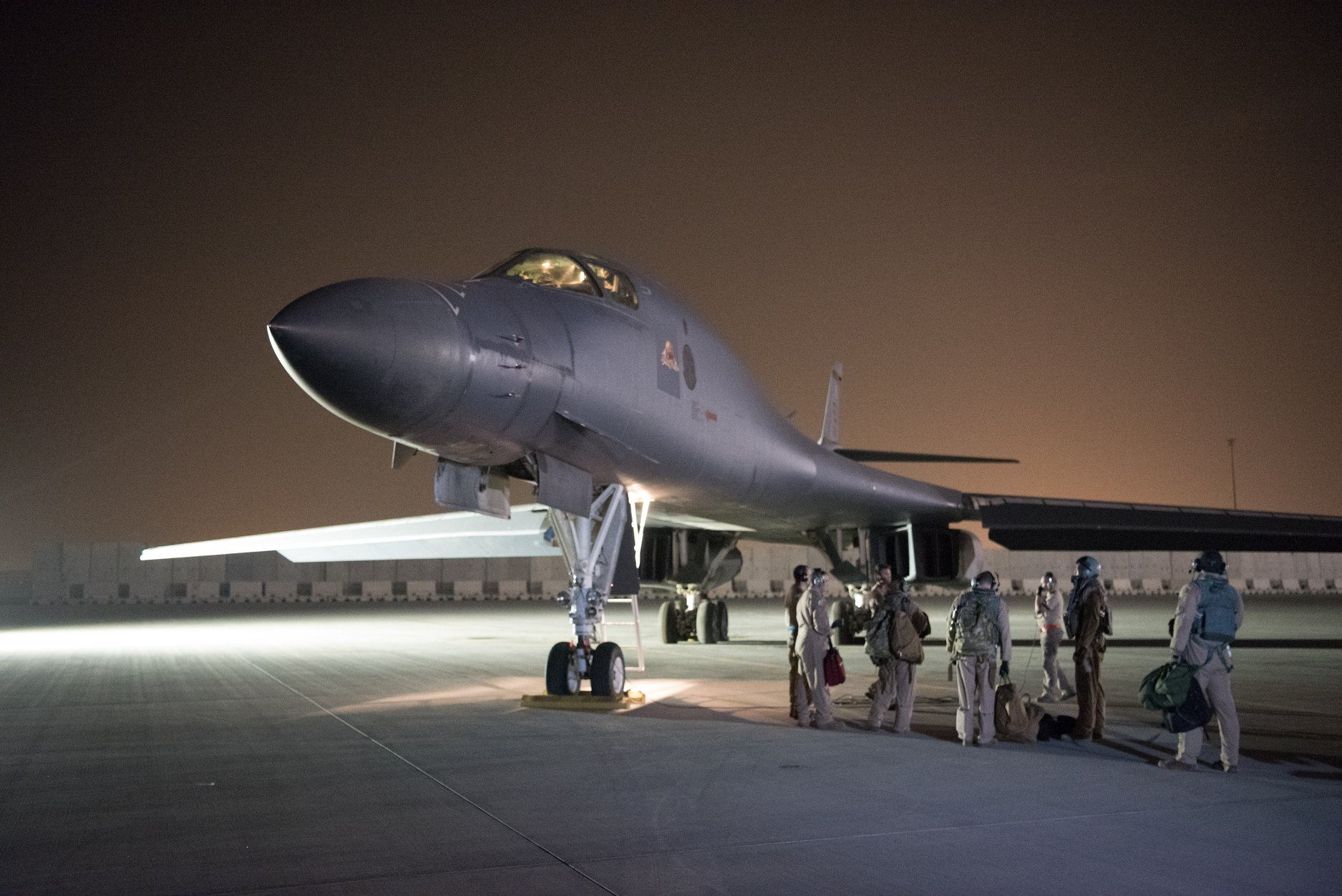
Un B-1B du 34th Expeditionary Bomb Squadron du 28th Bomb Wing se prépare pour la mission sur la base d'Al Oudeid.

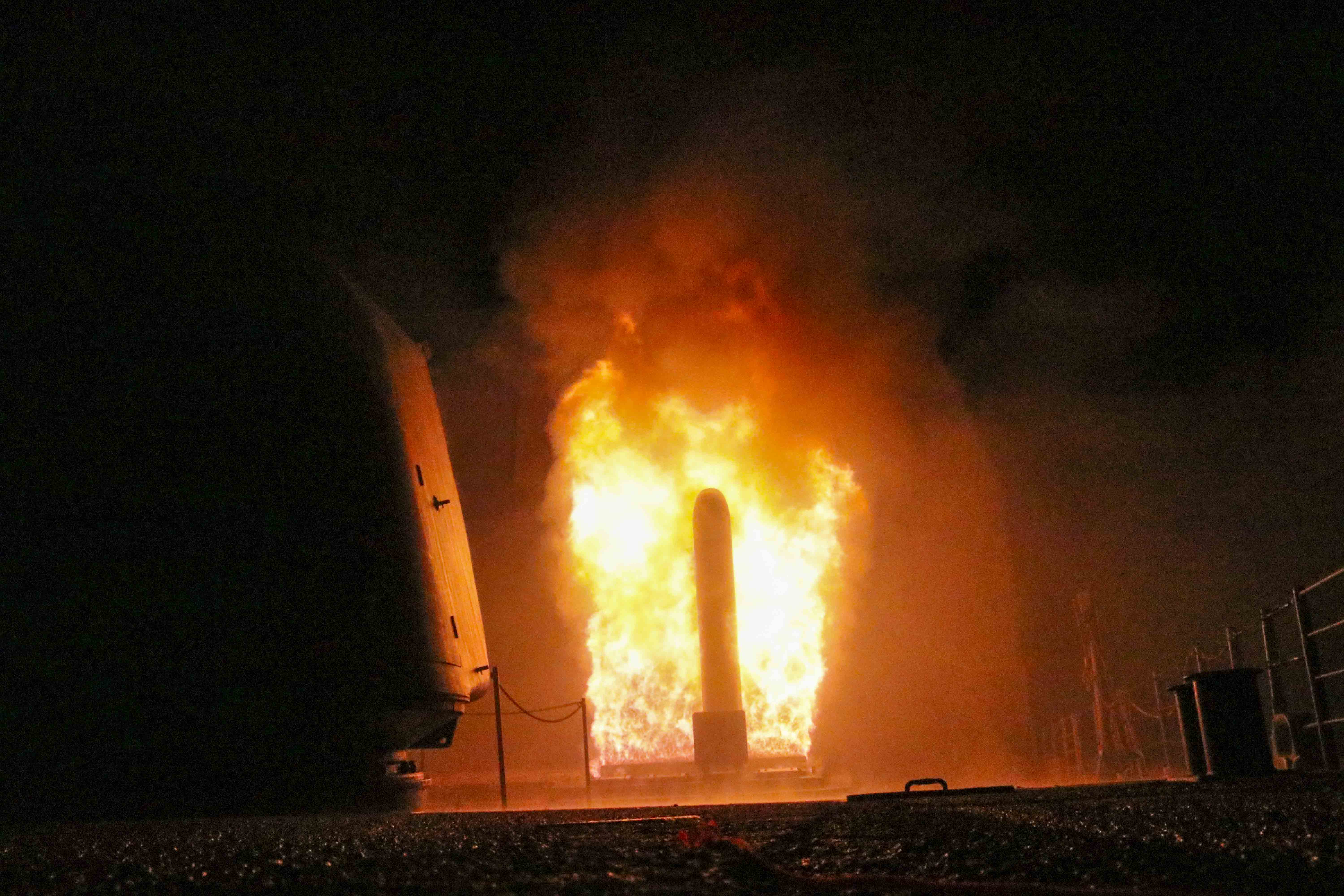
Lancement d'un Tomahawk depuis le en mer Rouge.

Dans la nuit du 13 au 14 avril, les États-Unis, la France et le Royaume-Uni lancent l'attaque aérienne sur trois sites liés au programme d'armement chimique syrien. Les bombardements commencent à 01 h 00 UTC (04 h 00 locales en Syrie) et s'achèvent une heure plus tard. La France a assuré la direction tactique des opérations aériennes depuis un E-3F.
Le secrétaire à la Défense des États-Unis James Mattis la décrit comme étant une « frappe ponctuelle afin d'envoyer un message clair au président syrien Bachar el-Assad et ses lieutenants meurtriers », sans notification préalable à la partie russe, tout en évitant « au maximum » les positions russes et civiles afin de « ne pas accroître les tensions dans la région »,.
Du côté des forces armées des États-Unis, trois navires participent à l'opération. Sur la mer Rouge, le croiseur USS Monterey tire 30 missiles Tomahawks, tandis que le destroyer de classe Arleigh Burke USS Laboon en lance 7. Depuis le golfe Persique, le destroyer USS Higgins tire 23 autres Tomahawks. En mer Méditerranée, le sous-marin nucléaire d'attaque de classe Virginia USS John Warner tire également six Tomahawks. Enfin, deux bombardiers B-1 Lancer du 28th Bomb Wing décollent de la base d'Al Oudeid au Qatar et lancent 19 missiles JASSM-ER, dont c'est la première utilisation au combat,,. Huit F-15C et sept F-16 des United States Air Forces in Europe décollent également de Aviano Air Base en Italie pour escorter les raids en Méditerranée. Un EA-6 Prowler de guerre électronique de l’USMC escorte aussi les deux bombardiers B-1B Lancer et un drone RQ-4 Global Hawk surveille la zone.
L'opération menée par les forces armées françaises est baptisée Hamilton. La France engage 17 avions — 5 chasseurs-bombardiers Rafale, 4 chasseurs d'escorte Mirage 2000-5 de l'escadron de chasse 1/2 Cigognes, 2 AWACS E-3F de la 36e EC2A et 6 ravitailleurs C-135FR du groupe de ravitaillement en vol « Bretagne » — et 5 frégates de premier rang — les frégates multi-missions Languedoc, Aquitaine et Auvergne, la frégate anti sous-marine Jean de Vienne et la frégate antiaérienne Cassard — accompagnées d'un pétrolier ravitailleur, le Var,,,,. Trois missiles de croisière navals (MdCN) sont tirés par le Languedoc depuis la mer Méditerranée, ; il s'agit alors de la première utilisation opérationnelle de ce type de missiles par l'armée française,,. Après dix heures de vol depuis la base aérienne 113 Saint-Dizier-Robinson ponctués de cinq ravitaillement en vol, les Rafale tirent quant à eux neuf SCALP, une demi-heure après les tirs des frégates françaises,. Cependant, à cause de problèmes techniques, les tirs d'un dixième missile SCALP et de trois autres missiles de croisière navals disposés sur l'Aquitaine ne peuvent être effectués,,.
Du côté britannique, la Royal Air Force engage quatre chasseurs Tornado GR4 stationnés sur la base aérienne britannique Akrotiri à Chypre escorté par quatre Typhoon et disposant d'un ravitailleur. Les Tornado tirent huit missiles Storm Shadow contre un complexe militaire à 24 km à l'ouest de Homs.
La défense aérienne syrienne dispose de systèmes S-125, de S-200, de S-75 Dvina, de Bouk, de Kvadrat et Ossa. Les systèmes de défense antiaérienne russes ne sont pas utilisés,,. Le régime syrien déclare avoir abattu plus de 100 missiles, tandis que la Russie affirme que 71 missiles tirés sur 103 ont été interceptés par les forces syriennes,,. Cependant les États-Unis et la France affirment que tous leurs missiles ont atteint leurs cibles,. Selon l'état-major américain, 40 missiles sol-air ont été tirés par les forces syriennes mais aucun n'a engagé ses cibles avec succès. Pour le général François Lecointre, chef d’État-Major des armées françaises : « l'efficacité de la défense sol-air syrienne a été très faible, voire moins que cela. [...] L'armée de l'air syrienne n'est pas du tout intervenue et est restée sur les bases notamment où les Russes sont présents, ce qui leur assurait une sorte de protection de facto ».
Au total, 105 projectiles ont été tirés par les forces de la coalition : 76 missiles — dont 57 Tomahawks et 17 JASSM américains — se sont abattus sur le Centre d'étude de recherche scientifique (CERS) à Barzé (en), au nord de Damas ; 22 missiles — dont 9 Tomahawks américains, 8 Storm Shadow britanniques, 3 missiles de croisière navals et 2 missiles air-sol SCALP français — ont visé le dépôt d'armes chimiques de Him Shinshar, à l'ouest de Homs, et sept autres projectiles — des missiles air-sol SCALP français — ont frappé un autre centre de stockage et de commandement dans la même zone,,.
Kenneth McKenzie, le directeur des opérations à l'état-major américain, affirme cependant que : « Le système syrien [d'armes interdites] est plus large que les trois cibles visées. Il leur reste quelques capacités, mais nous pensons que nous avons porté un coup sérieux ». Il ajoute que les substances contenues sur les cibles n'avaient pu être évacuées car elles n'étaient « pas transportables ».

## Bilan
Les États-Unis, Royaume-Uni et la France annoncent « le succès de l'intervention militaire ciblée » visant les « capacités chimiques du régime de Bachar el-Assad », en atteignant les 3 sites ciblés : le CERS à Barzé, et deux sites de stockage d'armes de Him Shinshar, près de Homs. Les photos satellites montrent la totalité des bâtiments du site de Barzé sont rasés, ou très fortement endommagés.
Selon l'armée russe, les frappes aériennes ne font « aucune victime au sein de la population civile ou de l'armée syrienne ». Sana, l'agence de presse officielle du régime syrien, fait pour sa part état de trois civils blessés près de Homs.
Des employés du CERS à Barzé, interrogés par l'AFP lors d'une visite de presse organisée par le ministère syrien de l'Information, affirment que le bâtiment ne développait pas d'armes chimiques mais « des travaux de recherche et de développement dans la production pharmaceutique et l'industrie chimique civile » pour « des produits chimiques utilisés dans les produits alimentaires, les médicaments et les jouets pour enfants », et qu'ils ont pu se rendre sur les lieux de l'attaque sans symptôme d'intoxication, et déclarant que l'OIAC s'était déjà rendue sur place et « confirmé qu'il ne produisait aucune arme chimique ». Le CERS a été inspecté par l'OIAC 2 fois par an depuis le 11 novembre 2016,,,,. Selon Mediapart, le Centre d'étude de recherche scientifique (CERS) est un complexe scientifique et militaire divisé en cinq départements, rattaché directement à la présidence et étroitement surveillé par l'armée et les Moukhabarat. Le département chimie (aussi appelé le département 3000, puis le département 5000) s'occupe du développement des armes chimiques, il est dirigé en 2017 par Zouhair Fadhloun et dépend des services de Renseignement de l'Armée de l'Air.

## Réactions internationales
Les frappes aériennes sont approuvées par l'Allemagne, l'Arabie saoudite, l'Australie, la Belgique, le Canada, l'Espagne, la Grèce, l'Italie, Israël, le Portugal, la République tchèque, la Roumanie, la Slovénie, le Qatar, la Turquie et l'Ukraine. Elles sont en revanche condamnées par l'Algérie, la Bolivie, la Chine, Cuba, l'Égypte, l'Iran, l'Irak, la Russie et le Venezuela. D'autres pays adoptent une position prudente en condamnant l'utilisation d'armes chimiques et en appelant à une désescalade, comme le Brésil, la Colombie ou le Mexique. Le Japon affirme son soutien à l'accord de 2013 mais se garde d'approuver les frappes aériennes afin de ménager la Russie avec laquelle Tokyo poursuit des négociations visant un règlement diplomatique de leur dispute territoriale à propos du statut des Îles Kouriles. Le secrétaire général de l'OTAN, Jens Stoltenberg, apporte également son soutien aux frappes. Antonio Guterres, le secrétaire général des Nations unies, appelle pour sa part « les Etats membres à faire preuve de retenue dans ces dangereuses circonstances et à éviter toute action qui pourrait conduire à une escalade et à aggraver la souffrance du peuple syrien ».
Une résolution condamnant cette attaque est rejetée le 14 avril 2018, lors de la 8233e réunion du conseil de sécurité des Nations unies, par 8 votes contre, 3 pour et 4 abstentions, sans même tenir compte des droits de veto de ses membres permanents, faute de voix suffisantes.
Le Hamas et le Hezbollah condamnent également les frappes occidentales.
De son côté, l'opposition syrienne juge les frappes occidentales très insuffisantes,,,. Mohamed Allouche, chef du bureau politique de Jaych al-Islam, qualifie les frappes occidentales de « farce » qui ne font que « punir l'instrument du crime alors que le criminel est maintenu »,. Nasser al-Hariri, le président du Comité de négociation, déclare ironiquement que « peut-être que le régime n'utilisera plus l'arme chimique, mais il n'hésitera pas à utiliser les armes qui lui ont été autorisées par la communauté internationale »,.

### Belligérants

#### États-Unis
Depuis la Maison-Blanche, dans son allocution annonçant l'intervention en Syrie de la coalition américano-franco-britannique, le président des États-Unis d'Amérique, Donald Trump, a exhorté Moscou à abandonner son soutien à Bachar al-Assad, et accusé le chef du Kremlin de n'avoir pas tenu ses engagements de 2013 en faveur de l'élimination des armes chimiques syriennes.

#### France
Dans un communiqué de presse, le président de la République française Emmanuel Macron déclare avoir « ordonné aux forces armées françaises d’intervenir cette nuit, dans le cadre d’une opération internationale menée en coalition avec les États-Unis d’Amérique et le Royaume-Uni et dirigée contre l’arsenal chimique clandestin du régime syrien. ». Pour justifier le bombardement, le ministère de l'Europe et des Affaires étrangères publie une « Évaluation Nationale », constituée de renseignements déclassifiés obtenus par les services français, de l'attaque chimique de Douma. La conclusion de cette synthèse est l'imputation aux Forces armées syriennes de l'attaque : « la France estime donc que, sans doute possible, une attaque chimique a été conduite contre des civils à Douma le 7 avril 2018, et qu’il n’existe pas d’autre scénario plausible que celui d’une action des forces armées syriennes dans le cadre d’une offensive globale dans l’enclave de la Ghouta orientale ».
Les bombardements contre le régime syrien divisent la classe politique française. Il est notamment reproché au gouvernement de ne pas en avoir informé l'Assemblée Nationale et le Sénat, bien que les présidents respectifs des deux chambres aient été avertis. De manière générale, les frappes sont approuvées par le centre, la gauche modérée et le centre-droit et condamnées par l'extrême droite et l'extrême gauche, tandis que la droite est divisée,,. Le Front national et La France insoumise, Marine Le Pen et Jean-Luc Mélenchon en tête, condamnent les frappes aériennes françaises et estiment que la responsabilité du régime syrien dans les attaques chimiques n'est pas prouvée,,,,,. Le Nouveau Parti anticapitaliste (NPA) condamne également les frappes, tout en reconnaissant la culpabilité du régime syrien dans les attaques chimiques. Les Républicains sont quant à eux divisés : leur président, Laurent Wauquiez, annonce qu'il désapprouve les frappes, de même que Bruno Retailleau, mais elles sont en revanche approuvées par Alain Juppé ou Gérard Longuet,. À droite, Nicolas Dupont-Aignan et François Asselineau font également part de leur opposition aux raids aériens. La République en marche, le Parti socialiste, Génération.s et l'UDI apportent quant à eux leur soutien aux frappes, de même que l'ancien président de la République François Hollande,,.
Lors du débat parlementaire sans vote du 16 avril, le Premier ministre Édouard Philippe déclare: « Notre ennemi n'est pas la Syrie, nous ne sommes pas entrés en guerre contre la Syrie ou contre le régime de Bachar el-Assad, notre ennemi c'est Daesh. [...] Cette intervention n’est pas le prélude d’une guerre ». Richard Ferrand, président du groupe des députés LREM, affirme: « Ce sont nos services, les services de renseignement français qui nous ont confirmé les informations et les preuves pour conclure que cette attaque chimique a eu lieu et qu’elle est l’œuvre du régime syrien. Il ne s’agit pas d’une première. Les services français ont relevé depuis le 4 avril 2017 au moins 44 signalements d’utilisation d’armes chimiques en Syrie ».

#### Royaume-Uni
Dans un communiqué de presse du 10 Downing Street, Theresa May déclare : « Ce soir, j'ai autorisé les forces armées britanniques à conduire des frappes coordonnées et ciblées afin de détruire les moyens du régime syrien en armes chimiques et de dissuader leur usage ».
L'action de la Première ministre est soutenue par le Parti conservateur, mais le Parti travailliste, les Libéraux-démocrates et le Parti national écossais critiquent la décision du gouvernement de frapper en Syrie sans consultation du Parlement;
Selon un sondage YouGov, réalisé au Royaume-Uni auprès de 1 600 personnes, 43 % des Britanniques se déclarent contre les frappes aériennes et 22 % s'y déclarent favorables.

### Soutiens

#### Canada
Le Premier ministre Justin Trudeau publie une déclaration condamnant l'usage d'armes chimiques et déclare que « le Canada appuie la décision des États-Unis, du Royaume-Uni et de la France de prendre des mesures pour diminuer la capacité du régime Assad de lancer des attaques par armes chimiques contre ses propres citoyens ».

#### Turquie
Le président Recep Tayyip Erdoğan soutient ces frappes qu'il estime « appropriées » en réponse aux « attaques inhumaines » du régime syrien. Mevlüt Çavusoglu, ministre des Affaires étrangères, écrit quant à lui que « nous saluons cette opération qui exprime la conscience de l'humanité tout entière face à l'attaque de Douma que tout porte à attribuer au régime ».

### Condamnations

#### Iran
Lors d'une audience avec un groupe de responsables de l'État iranien et l'ambassadeur des pays musulmans à Téhéran, le guide suprême de la république islamique d'Iran, Ali Khamenei annonce que « les présidents américain et français ainsi que la Première ministre britannique sont des criminels et ils ont commis un crime ».

#### Russie
Dans un communiqué, le président de la fédération de Russie, Vladimir Poutine, condamne un « acte d’agression » qui viole la Charte des Nations unies en s'attaquant à un État souverain,.
Le jour même des attaques, la Russie propose au Conseil de sécurité des Nations unies une résolution dénonçant les frappes aériennes occidentales. Cependant la proposition est rejetée : outre la Russie, la Bolivie et la Chine votent pour, mais huit autres pays votent contre et quatre s'abstiennent.
Dans un autre communiqué, le président Vladimir Poutine avertit lors d'une conversation téléphonique avec son homologue iranien Hassan Rohani que « si de telles actions, menées en violation de la Charte des Nations unies, venaient à se reproduire, cela provoquerait inévitablement le chaos dans les relations internationales ».
Selon une étude du Centre américain des études sur la non-prolifération de Monterey, Moscou mène une véritable campagne sur Twitter, qualifiée d'« offensive tactique, de court terme et bien coordonnée », visant à nier la responsabilité du régime dans l'attaque chimique de Douma. Selon l'étude entre 16 et 20% de ces posts ont été envoyés par « un acteur étatique, très certainement la Russie » et la moitié d'entre-eux ont été écrits par des « trolls » qui se coordonnaient ou par des « bots ».

#### Chine
La Chine a condamné l'opération. Le porte-parole du ministère des Affaires étrangères chinois a déclaré « Nous nous opposons constamment à l'usage de la force dans les relations internationales ». La Chine a jugé l'offensive occidentale comme étant contraire au droit international en spécifiant que « Toute action militaire unilatérale qui contourne le Conseil de sécurité de l'ONU (…) contrevient aux principes et normes élémentaires du droit international, et ne fait que compliquer la résolution du problème syrien ».

#### Organisations religieuses
Les patriarches orthodoxe, syriaque-orthodoxe et grec-melkite catholique d’Antioche Jean X, Ignace Ephrem II et Joseph Absi ont condamné les bombardements, que Leurs Béatitudes ont qualifié notamment d'« agression injuste » qui « encourage les organisations terroristes ».

## Analyses
Des doutes ont été exposés par divers analystes concernant la solidité des preuves et de la légalité des frappes au regard du droit international. France Info note que « le rapport publié samedi par le ministère des Armées est un peu plus nuancé. Plutôt que des "preuves" stricto sensu, Paris indique disposer d'un "haut degré de confiance" sur le fait que Damas soit responsable de l'attaque ». Jean-François Daguzan, chercheur à la Fondation pour la recherche stratégique (FRS), affirme après un exposé des possibilités légales: « Quelles que soient les raisons invoquées, ces frappes sont illégales », notant là un parallèle avec la guerre du Kosovo et la guerre d'Irak. Didiel Billion, chercheur à l'institut de relations internationales et stratégiques, commente: « La légalité morale, c'est le piège absolu, parce que ce qui est moral pour vous ne l'est pas pour moi, etc… C'est un écran de fumée insupportable ». Patrick Baudouin, avocat et président d'honneur de la Fédération internationale des ligues des droits de l'homme (FIDH), analyse: « On s'affranchit du droit international avec pour objectif annoncé de le faire respecter. Cela répond à l'idée qu'il y aurait une sorte de droit international humanitaire relevant de la 'responsabilité de protéger'. Mais ce n'est pas une notion gravée dans le droit international ». Françoise Saulnier, directrice juridique de Médecins sans frontières, soutient que la « responsabilité de protéger, droit d'ingérence : ce sont des concepts vides de toute notion de droit qui permettent de justifier l'emploi de la force en dehors de tout cadre de responsabilité. A force d'entorses à la légalité internationale, nous sommes en train de solder les acquis juridiques de la seconde guerre mondiale. ».
Pour Olivier Lepick, chercheur à la Fondation pour la recherche stratégique (FRS) : « Il y a une différence entre la notion de réussite politique et l’effectivité opérationnelle sur le terrain. D’abord parce que le régime syrien connaissait depuis un certain nombre d’heures les cibles des frappes : s’il y avait effectivement des stocks précieux pour le régime, il paraît peu crédible que celui-ci n’ait pas évacué, au moins partiellement, les sites. Surtout parce que la plus grande partie de la centaine d’attaques chimiques menées par la Syrie depuis le début du conflit ont été faites avec du chlore, qui n’est pas un agent chimique militaire sur la liste 1 de l’OIAC, mais un agent toxique industriel, que l’on peut transformer ensuite en arme chimique rudimentaire. Or le chlore est trouvable partout dans le commerce, c’est donc impossible de dénier à un Etat le droit d’en posséder, et encore moins de supprimer tous les stocks d’un pays. Si ce n’est la dissuasion diplomatique, rien n’empêche le régime syrien de mener une nouvelle attaque chimique demain. De manière très simple, avec du chlore, puisqu’on en trouve dans énormément de produits du quotidien. Tout est ensuite une question de dosage ».
Olivier Lepick indique également que : « Faire croire qu’il n’y aurait pas eu d’agents toxiques sur ces sites parce qu’il n’y aurait pas de rejets dans l’air, c’est tordre une réalité technique dans un intérêt politique. Cela fait partie de la longue liste des fantasmes complotistes qui pullulent sur le dossier syrien. On parle ici de produits extrêmement fragiles, très sensibles aux hautes températures, pour lesquels la très forte chaleur dégagée par l’explosion des missiles est donc destructrice. Quand bien même il y aurait eu un stock très important, le dégagement aurait été très modéré ».
Selon Andreï Kolesnikov, historien et expert en relations internationales au centre Carnegie de Moscou, à la suite des frappes du 14 avril, « la réplique de Moscou devrait en rester aux mots, sans directe confrontation armée. Au Kremlin, ils sont durs mais pas fous… Les Russes vont sans doute se concentrer sur les contre-sanctions. Mais éviter une réponse militaire qui serait beaucoup trop dangereuse. Quant à la propagande du Kremlin, elle va replacer ces frappes dans ce qui est devenu une routine pour les téléspectateurs des chaînes publiques : la hausse des tensions voulues par des pays occidentaux russophobes ».